# Christoph Ernst von Houwald
Christoph Ernst von Houwald (Straupitz, 1778. november 28. – Lübben, 1845. január 28.) német író, költő és drámaíró.

## Élete
Apja a kerületi bíróság elnöke volt. A Hallei Egyetemen jogot hallgatott, tanulmányai végeztével hazatért, megnősült s a családi birtokokat igazgatta. 1816-ban otthonába fogadta barátját Karl Wilhelm Salice-Contessa-t (1777-1825), aki maga is költő volt. Contessa nyolc éven át élt együtt Houwalddal, segítve és ösztönözve annak irodalmi munkásságát. 1821-ben megválasztották Niederlausitz  szindikusává, e hivatalának köszönhetően a tartomány közigazgatásának élére került. A steinkircheni Neuhaus birtokra költözött. Vendégei voltak Bettina és Achim von Arnim, Adelbert von Chamisso, Emanuel Geibel, Friedrich de la Motte Fouqué, Franz Grillparzer és Ludwig Tieck.
Tehetséges költő és drámaíró volt. Számos úgynevezett "sorstragádiát" írt, amelyek közül a legismertebbek a Das Bild, a Der Leuchtturm, a Die Heimkehr és a Fluch und Segen (nyomtatásban 1821-ben jelentek meg). Ezek ma már csekély irodalmi értékkel bírnak. Értékesebbek az ifjúság számára írt elbeszélései és könyvei, például a Romantische Akkorde (Berlin, 1817), a Buch für Kinder gebildeter Stande (1819–1824) és a Jakob Thau, der Hofnarr (1821).
Összegyűjtött művei először Lipcsében jelentek meg 1851-ben, öt kötetben (második kiadás: 1858–1859)

## Magyarul megjelent művei
- A világító torony (Der Leuchtturm); ford. Déry István,
- Hazajövetel (Die Heimkehr) szomorújáték; ford. Bacsó Bálint.

## Fordítás
- Ez a szócikk részben vagy egészben  a   Christoph Ernst von Houwald című angol Wikipédia-szócikk ezen változatának fordításán alapul.  Az eredeti cikk szerkesztőit annak laptörténete sorolja fel. Ez a jelzés csupán a megfogalmazás eredetét és a szerzői jogokat jelzi, nem szolgál a cikkben szereplő információk forrásmegjelöléseként.